# Йохан Албрехт I (Мекленбург)
Йохан Албрехт I фон Мекленбург (на немски: Johann Albrecht I von Mecklenburg; Johannes; * 23 декември 1525, Гюстров; † 12 февруари 1576, Шверин) е херцог на Мекленбург-Гюстров от 1547 до 1556 и на Мекленбург-Шверин от 1556 до 1576 г. заедно с Филип (1514 – 1557).

## Живот
Той е най-възрастният син на херцог Албрехт VII фон Мекленбург и съпругата му Анна фон Бранденбург.
През 1539 г. баща му го праща в двора на зет му, протестантският курфюрст Йоахим II фон Бранденбург. Заедно с най-възрастния син на курфюрста, Йохан Георг, той посещава от 1541 до 1544 г. новооснования университет във Франкфурт на Одер.
След смъртта на баща му през 1547 г. той заедно с братята му Улрих и Георг получава херцогството от император Карл V. Йохан Албрехт е меценат на изкуството и науката, занимава се с астрономия и картография.

## Фамилия
Йохан Албрехт се жени на 24 февруари 1555 г. за принцеса Анна София Пруска (* 11 юни 1527; † 6 февруари 1591), единствената дъщеря на херцог Албрехт фон Бранденбург-Ансбах и Доротея Датска. Двамата имат три деца:
- Албрехт (1556 – 1561), херцог на Мекленбург
- Йохан VII (1558 – 1592), херцог на Мекленбург-Шверин 1576 – 1592
- Зигизмунд Август (1560 – 1600), херцог на Мекленбург